# Master of European Design
Master of European Design (MEDes) ist ein Master-Studiengang, der von sieben führenden europäischen Designhochschulen angeboten wird.

## Struktur des fünfjährigen Masterstudiums
Während eines fünfjährigen Studiums werden die Studenten in drei verschiedene Designhochschulen ausgebildet:
- Die ersten zwei Jahre verbringen die Studenten an ihrer Heimatuniversität
- Das dritte Jahr wird an einer der European-Design-Partnerhochschulen im Ausland absolviert
- Im sechsten Semester wird die Bachelor-Prüfung absolviert.
- Im vierten Jahr wechseln die Studenten an eine dritte Partnerhochschule
- Im fünften Jahr kehren die Studenten zurück an ihre Heimatuniversität, um ihre Masterarbeit anzufertigen

## Die sieben European-Design-Partner-Institutionen
- Glasgow School of Art
- Aalto University, School of Art and Design Helsinki
- Politecnico di Milano
- ENSCI-Les Ateliers, Paris
- University of Aveiro, Departamento de Comunicação e Arte
- Konstfack, Stockholm
- Köln International School of Design